# Echo Mountain (album)
Echo Mountain is het vijfde studioalbum van de Belgische groep K's Choice. Het werd uitgebracht op 26 maart 2010 en was het eerste studioalbum dat de groep maakte sinds Almost Happy uit 2000.
In Vlaanderen stond Echo Mountain twee weken op nummer 1 van de albumlijsten en werd het onderscheiden met een gouden plaat. In Nederland kwam het album binnen op de vijfde plaats, maar verdween het vervolgens snel weer uit de lijsten. Tot nu toe zijn er twee singles van Echo Mountain uitgebracht: Come Live The Life en de titeltrack, Echo Mountain.

## Tracklisting

### CD 1
1. "Come Live The Life"
2. "Let it grow"
3. "Echo Mountain"
4. "When I Lay Beside You"
5. "Perfect"
6. "I will carry you"
7. "If this isn't right"

### CD 2
1. "Say a prayer"
2. "These are the thoughts"
3. "16"
4. "Killing Dragons"
5. "America"
6. "Along for the ride"
7. "How simple it can be"

## Hitnotering
| "Echo Mountain" in de Nederlandse Album Top 100 - binnen: 03-04-2010 | "Echo Mountain" in de Nederlandse Album Top 100 - binnen: 03-04-2010 | "Echo Mountain" in de Nederlandse Album Top 100 - binnen: 03-04-2010 | "Echo Mountain" in de Nederlandse Album Top 100 - binnen: 03-04-2010 | "Echo Mountain" in de Nederlandse Album Top 100 - binnen: 03-04-2010 | "Echo Mountain" in de Nederlandse Album Top 100 - binnen: 03-04-2010 | "Echo Mountain" in de Nederlandse Album Top 100 - binnen: 03-04-2010 | "Echo Mountain" in de Nederlandse Album Top 100 - binnen: 03-04-2010 | "Echo Mountain" in de Nederlandse Album Top 100 - binnen: 03-04-2010 | "Echo Mountain" in de Nederlandse Album Top 100 - binnen: 03-04-2010 | "Echo Mountain" in de Nederlandse Album Top 100 - binnen: 03-04-2010 | "Echo Mountain" in de Nederlandse Album Top 100 - binnen: 03-04-2010 | "Echo Mountain" in de Nederlandse Album Top 100 - binnen: 03-04-2010 | "Echo Mountain" in de Nederlandse Album Top 100 - binnen: 03-04-2010 | "Echo Mountain" in de Nederlandse Album Top 100 - binnen: 03-04-2010 | "Echo Mountain" in de Nederlandse Album Top 100 - binnen: 03-04-2010 | "Echo Mountain" in de Nederlandse Album Top 100 - binnen: 03-04-2010 | "Echo Mountain" in de Nederlandse Album Top 100 - binnen: 03-04-2010 | "Echo Mountain" in de Nederlandse Album Top 100 - binnen: 03-04-2010 | "Echo Mountain" in de Nederlandse Album Top 100 - binnen: 03-04-2010 | "Echo Mountain" in de Nederlandse Album Top 100 - binnen: 03-04-2010 | "Echo Mountain" in de Nederlandse Album Top 100 - binnen: 03-04-2010 | "Echo Mountain" in de Nederlandse Album Top 100 - binnen: 03-04-2010 | "Echo Mountain" in de Nederlandse Album Top 100 - binnen: 03-04-2010 | "Echo Mountain" in de Nederlandse Album Top 100 - binnen: 03-04-2010 | "Echo Mountain" in de Nederlandse Album Top 100 - binnen: 03-04-2010 | "Echo Mountain" in de Nederlandse Album Top 100 - binnen: 03-04-2010 | "Echo Mountain" in de Nederlandse Album Top 100 - binnen: 03-04-2010 | "Echo Mountain" in de Nederlandse Album Top 100 - binnen: 03-04-2010 | "Echo Mountain" in de Nederlandse Album Top 100 - binnen: 03-04-2010 | "Echo Mountain" in de Nederlandse Album Top 100 - binnen: 03-04-2010 |
| Week                                                                 | 01                                                                   | 02                                                                   | 03                                                                   | 04                                                                   | 05                                                                   | 06                                                                   | 07                                                                   | 08                                                                   | 09                                                                   | 10                                                                   |                                                                      | 11                                                                   |                                                                      | 12                                                                   | 13                                                                   | 14                                                                   | 15                                                                   | 16                                                                   | 17                                                                   | 18                                                                   | 19                                                                   | 20                                                                   | 21                                                                   | 22                                                                   | 23                                                                   | 24                                                                   | 25                                                                   | 26                                                                   | 27                                                                   | 28                                                                   |
| -------------------------------------------------------------------- | -------------------------------------------------------------------- | -------------------------------------------------------------------- | -------------------------------------------------------------------- | -------------------------------------------------------------------- | -------------------------------------------------------------------- | -------------------------------------------------------------------- | -------------------------------------------------------------------- | -------------------------------------------------------------------- | -------------------------------------------------------------------- | -------------------------------------------------------------------- | -------------------------------------------------------------------- | -------------------------------------------------------------------- | -------------------------------------------------------------------- | -------------------------------------------------------------------- | -------------------------------------------------------------------- | -------------------------------------------------------------------- | -------------------------------------------------------------------- | -------------------------------------------------------------------- | -------------------------------------------------------------------- | -------------------------------------------------------------------- | -------------------------------------------------------------------- | -------------------------------------------------------------------- | -------------------------------------------------------------------- | -------------------------------------------------------------------- | -------------------------------------------------------------------- | -------------------------------------------------------------------- | -------------------------------------------------------------------- | -------------------------------------------------------------------- | -------------------------------------------------------------------- | -------------------------------------------------------------------- |
| Nummer                                                               | 5                                                                    | 9                                                                    | 18                                                                   | 27                                                                   | 29                                                                   | 34                                                                   | 45                                                                   | 53                                                                   | 69                                                                   | 66                                                                   | uit                                                                  | 83                                                                   | uit                                                                  | 91                                                                   | 99                                                                   |                                                                      |                                                                      |                                                                      |                                                                      |                                                                      |                                                                      |                                                                      |                                                                      |                                                                      |                                                                      |                                                                      |                                                                      |                                                                      |                                                                      |                                                                      |